# Кобальчинська Романа Романівна
Романа Романівна Кобальчинська (до шлюбу Вовчовська; нар.10 червня 1946; Ходорів, Львівська область, УРСР — пом.17 жовтня 2013; Київ, Україна) — українська етнографка та мистецтвознавиця, фахівчиня музейної справи, провідна спеціалістка Музею народної архітектури та побуту України в Києві, заслужений працівник культури України. 
Авторка багатьох наукових статей та досліджень українських народних обрядів та звичаїв, кураторка та організаторка експозиції «Карпати» в музеї архітектури та побуту України в селі Пирогів, організаторка численних виставок образотворчого та ужиткового мистецтва, володарка почесної номінації Львівського товариства у Києві «Лапка Лева» за підсумками 2011 року.

## Життєпис
Романа Вовчовська народилася 10 червня 1946 року в Ходорові на Львівщині, закінчила філологічний факультет Львівського університету.
У 1973 році переїхала до Києва. Почала працювати у Музеї народної архітектури та побуту України, стала його провідним фахівцем. Працювала завідувачкою сектору «Карпати» Музею народної архітектури та побуту України.
Започаткувала біля Церкви Святої Покрови богослужіння та народні святкування.
Померла у Києві 17 жовтня 2013 року після тривалої онкологічної хвороби. Похована на Лісовому кладовищі.

## Доробок
- Романа Кобальчинська. Золотії ключі: народний календар / Р. Р. Кобальчинська; художожник С. В. Позняк. Київ: Україна, 1993. 189 с.: іл. ISBN 5-319-00934-8
- Романа Кобальчинська. Різдвяно-новорічні обряди в описах Володимира Шагали / Р. Кобальчинська // «Народна творчість та етнографія». — 2006. № 1. С. 90-97: Іл.
- Романа Кобальчинська. Українське обрядове печиво / Р. Кобальчинська / «Наша Берегиня». — 2012. № 4. 2-5. (Вкладка: Українська народна випічка): фото.
- Романа Кобальчинська. Сирна пластика Гуцульщини / Кобальчинська / «Народне мистецтво». 2005. № 3/4. С.48-52 : іл.
- Романа Кобальчинська. Мудрість скринь / Кобальчинська / Народне мистецтво. 2006. № 3/4. С.20-26 : іл.
- Романа Кобальчинська. Масничні страви і забави / Романа Кобальчинська / «Пам'ятки України: історія та культура». С.22-25 : кол. фотогр.